# Estadio Halchowk
El Estadio Halchowk (en nepalí:  हलचोक मैदान) es un estadio de usos múltiples en la ciudad de Katmandú dentro de la Zona de Bagmati, en el país asiático de Nepal. Actualmente se utiliza para partidos de fútbol y cuenta con una superficie de juego solo de césped. El último gran torneo alojado allí fue el Campeonato SAFF en 2013.